# 青春不下线
《青春不下线》是中国大陆女歌手吴莫愁为3D大型多人在线角色扮演游戏《诛仙》所唱的主题歌，时长4分钟。

## 制作
该歌曲的唱腔拖拽夸张，并且富有戏剧性，节奏轻盈活泼，韵律优美，化力度为绕指柔，演唱技巧运用了鼻音、即兴及真假音，配合自然。该歌曲被腾讯网评为“慢板魅惑、精灵系的俏皮曲风”。

## 相关歌曲
- 《诛仙恋》
- 《诛仙我回来》
- 《情醉》
- 《爱恨恢恢》
- 《敢不敢爱》
- 《相思引》